# Đèo Khế (Đại Từ)
Đèo Khế là đèo trên quốc lộ 37 ở vùng giáp ranh huyện Sơn Dương tỉnh Tuyên Quang và huyện Đại Từ tỉnh Thái Nguyên .

## Vị trí
Đèo Khế nằm trên đoạn quốc lộ 37 nối Thái Nguyên và Tuyên Quang, tại ranh giới xã Yên Lãng huyện Đại Từ 21°37′55″B 105°38′26″Đ / 21,631859°B 105,640425°Đ tỉnh Thái Nguyên và xã Hợp Thành huyện Sơn Dương 21°42′03″B 105°23′57″Đ / 21,700952°B 105,399163°Đ tỉnh Tuyên Quang. Đỉnh đèo ở bên Tuyên Quang, song bên Thái Nguyên thì ra đời thôn Đèo Khế .
Quốc lộ 37 là tuyến đường liên tỉnh nối 7 tỉnh, từ thành phố Thái Bình qua Hải Phòng, Hải Dương, Bắc Giang, Thái Nguyên, Tuyên Quang, Yên Bái đến Sơn La, dài chừng 500 km.

## Đèo Khế trong thơ văn
Trong bài thơ "Phá đường" Nhà thơ Tố Hữu có nhắc đến Đèo Khế:
Rét Thái Nguyên rét về Yên Thế / Gió qua rừng đèo Khế gió sang...
Tuy nhiên đó là "đèo Khế" khác, và mọi người thường nhầm lẫn đèo Khế trong bài thơ với đèo Khế Đại Từ. Nhà thơ giải thích:
Thái Nguyên có hai đèo Khế. Một đèo Khế ở phía Tây, giáp Tuyên Quang. Còn một đèo Khế nữa ở Đồng Hỷ, qua Khe Mo, sang Bắc Giang. Đèo Khế trong bài thơ "Phá đường" là đèo Khế qua Khe Mo (Đồng Hỷ). Gió mùa đông bắc qua đèo Khế này thổi về Bắc Giang.
Đèo Khế Khe Mo này ở đầu đường liên xã, từ xã La Hiên huyện Võ Nhai đi xã Khe Mo huyện Đồng Hỷ, đỉnh đèo cách ngã ba trên quốc lộ 1B cỡ 0,5 km . 21°41′40″B 105°54′33″Đ / 21,694424°B 105,909297°Đ